# Шоюбов, Загид Гамиль оглы
Загид Гамиль оглы Шоюбов (1924—2006) — азербайджанский советский учитель. Народный учитель СССР (1981).

## Биография
Загид Шоюбов родился в 1924 году, в селе Араббассра (ныне в Агдашском районе Азербайджана). 
В 1935 году окончил начальную школу Араббассра, в 1938 — Ханабадскую семилетнюю школу, в 1941 — среднюю школу деревни Халдан Евлахского района. 
В 1942—1946 годах — в Советской Армии. Участник войны.
В 1949—1954 годах, работая учителем математики средней школы в селе Халдан, заочно окончил физико-математический факультет Азербайджанского педагогического института.
В 1954—1955 и с 1965 года — директор средней школы в селе Халдан. В 1957—1962 годах работал начальником Мингечевирского городского управления народного образования.
В октябре 1981 года Гейдар Алиев посетил школу Халдан, высоко оценил работу Загида Шоюбова и назвал его «учителем учителей».
В 1983—1985 годах, в результате работы Загида Шоюбова, в т.ч. на основе воспитательной педагогики А.С. Макаренко, средняя школа села Халдан превратилась в центр передовой практики, в школе был построен учебно-производственный комбинат и детский сад.
Неоднократно избирался депутатом Верховного Совета Азербайджана, в 1989 году был избран депутатом Верховного Совета СССР. 
Автор пяти книг и более 100 научно-педагогических статей. 
Загид Гамиль оглы Шоюбов скончался после тяжелой болезни 6 мая 2006 года.

## Из библиографии
- Шоюбов, З. Г. Научная организация труда в школе / М-во просвещения АзССР. Программно-метод. упр. - Баку : [б. и.], 1974. - 13 с.; 20 см.
- Шоюбов, З. Потому и радостно! : из записок директора школы / З. Шоюбов // Народное образование. - 2001. - № 10. - С. 133-135. - (Школа и воспитание)
- Шоюбов, Загид. Только труд делает жизнь прекрасной / Загид Шоюбов // Народное образование. - 2005. - N 6. - С. 71-72. - (Образовательная политика)

## Звания и награды
- Заслуженный учитель Азербайджанской ССР (1960)
- Народный учитель СССР (1981)
- Орден «Слава» (1999)[4]
- Персональная стипендия Президента Азербайджанской Республики (2002)[5].